# Valeseguya
Genre
Valeseguya est un genre de diptères de la famille des Valeseguyidae.

## Liste d'espèces
Selon Catalogue of Life (2 mars 2013) :
- † Valeseguya disjuncta Grimaldi, 1991
- Valeseguya rieki Colless, 1990